# Olivier Guez
Olivier Guez (Estrasburgo, 15 de junio de 1974) es un periodista, ensayista y escritor francés.

## Biografía
Hijo de un ginecólogo y de una pediatra, Olivier Guez creció en Estrasburgo.
Tras estudiar en Sciences-Po Estrasburgo y luego en la Escuela de Economía de Londres y el Colegio de Europa en Brujas, trabajó como periodista independiente para varios de los principales medios de comunicación internacionales, entre ellos el New York Times, Le Monde, el Frankfurter Allgemeine Zeitung, Le Figaro Magazine, L'Express, Le Point, Politique Internationale, Der Freitag, Der Tages Anzeiger, Das Magazin e Il Foglio.
Entre 2000 y 2005 trabajó como redactor en el departamento de Economía Internacional de La Tribune. Realizó investigaciones e informes sobre Europa Central, América Latina, Oriente Medio, la Unión Europea y la geopolítica del petróleo. De este período data su primera obra, escrita en colaboración con Frédéric Encel, La Grande Alliance.
En 2005 y 2006, Guez residió en Berlín como invitado de la Universidad Libre de Berlín, en el marco de una beca de periodismo europeo con una beca de residencia del Senado de Berlín. En 2009, el Ministerio de Asuntos Exteriores francés lo envió a liderar una misión de observación a Afganistán y Pakistán.
Basándose en su libro L’Impossible Retour. Une histoire des Juifs en Allemagne depuis 1945 (El regreso imposible: Una historia de los judíos en Alemania desde 1945) escribió en 2015, con Lars Kraume, el guion para la película El caso Fritz Bauer, un drama político, que se basa en gran medida en hechos históricos, y se centra en la lucha del fiscal general de Fráncfort del Meno, Fritz Bauer, para localizar a Adolf Eichmann, uno de los criminales de guerra nazis más buscados del mundo, arrestarlo y llevarlo ante un tribunal alemán. La película ganó diversos premios.
Para escribir su novela biográfica La desaparición de Josef Mengele, publicada en 2017 (premiada con el Premio Renaudot y adaptada al cine por Kirill Serebrennikov ), investigó y trabajó durante tres años sobre Josef Mengele, un oficial alemán de las Schutzstaffel y criminal de guerra que trabajó como médico en el centro de exterminio de Auschwitz durante la Segunda Guerra Mundial. En 2017, comentó en una entrevista al periódico Le Monde:

Viví con él, con ese personaje abyecto, de una mediocridad abismal. Me subí al ring. Lo confronté. Durante los primeros seis meses, a veces gritaba su nombre por las noches.

En 2018 presidió el jurado de la primera edición del premio Grand Est del libro.
Habla alemán, italiano, español e inglés, toma como modelos a escritores europeos como Stefan Zweig, Robert Musil, Milan Kundera, Franz Kafka, Italo Svevo y especialmente Joseph Roth.
En 2024 publicó la novela histórica Mesopotomia, fruto de seis años de trabajo, que narra la constitución del Medio Oriente moderno y en particular de Irak, a través de la figura de la arqueóloga y espía Gertrude Bell, amiga íntima de Thomas Edward Lawrence.

## Obras

### Ensayos
- La Grande Alliance. De la Tchétchénie à l'Irak, un nouvel ordre mondial, con Frédéric Encel, Flammarion, 2003, 304 p. ISBN 2-08-210281-5[5]
- L’Impossible Retour. Une histoire des Juifs en Allemagne depuis 1945, Flammarion, 2007, 336 p. ISBN 978-2-08-210554-5[15]
- La Chute du mur, con Jean-Marc Gonin, Fayard, 2009, 359 p. ISBN 978-2-213-63312-1[16]
- American Spleen. Un voyage d'Olivier Guez au cœur du déclin américain, éditions Flammarion, «At large», 2012, 270 p. ISBN 978-2-08-126952-1[17]
- Éloge de l’esquive, éditions Grasset, 2014, 107 p. ISBN 978-2-246-81189-3[18]
- Une passion absurde et dévorante. Écrits sur le football, L'Observatoire, 2021.[19]
- Le Grand Tour – Autoportrait de l'Europe par ses écrivains, obra colectiva dirigida por Olivier Guez, que reúne textos escritos por veintisiete escritores, uno por cada Estado miembro de la Unión Europea, sobre lugares evocadores de la cultura y la historia europeas. (Grasset,  ISBN 978-2-24-683047-4)[20]

### Novelas
- Les Révolutions de Jacques Koskas, éditions Belfond, 2014, 331 p. ISBN 978-2-7144-5792-9[21]
- La Disparition de Josef Mengele, éditions Grasset, 2017, 240 p. ISBN 978-2-246-85587-3 [22]
- Mesopotamia, éditions Grasset, 2024, 409 p. ISBN 978-2-246-81895-3 [12][23]

### Guion
- El caso Fritz Bauer de Lars Kraume, 2015 [24]

## Premios y distinciones
- 2015: Premio Gilde del Filmkunst-Programmkinos alemán a la mejor película alemana para El caso Fritz Bauer [25]
- 2015: Premio del público del Festival Internacional de Cine de Locarno para El caso Fritz Bauer [26]
- 2016: Premio de Cine Alemán al mejor guion por la película El caso Fritz Bauer (junto con Lars Kraume)[27]
- 2017: Premio Renaudot por La desaparición de Josef Mengele[28]
- 2017: Finalista del Premio de lectores Landerneau  por La desaparición de Josef Mengele[29]